# 술라웨시안경원숭이
술라웨시안경원숭이(Tarsius fuscus)는 안경원숭이의 일종이다. 술라웨시섬 남동부 반도 지역의 마카사르 근처에서 발견된다.